# ソ・ユミ
ソ・ユミ（소유미、1992年7月6日 - ）は韓国の女性トロット歌手。ガールズグループを経て、2015年にソロデビューした。父ソミョン、兄ソ・ユチャンもトロット歌手である。

## 来歴
2009年、ハロー!プロジェクト韓国オーディション「対東京少女」に参加。
2010年11月、3人組ガールズグループVNTとしてシングル「소리(예예예)」 で歌手デビュー。2011年4月に解散。
2013年10月、女性ソロ歌手DIA（ディア、디아）の誘いを受け、4人組ガールズグループKiss & Cryとして再デビュー。2014年10月、活動停止。
2015年4月、シングル「흔들어주세요（Shake Me Up）」でトロット歌手としてデビュー。トロットを歌うのは30歳を過ぎてからの予定であったが、D.Oエンターテインメント代表イ・ヒョンドの提案で父と同じトロットの道に進むことになった。
2016年12月、N.A.Pエンターテインメントに移籍。
2017年10月、セカンドシングル「묻지 말고 해요 (Don't Ask Me, Just Do It) 」発売。

## ディスコグラフィ

### シングル
- 「흔들어주세요（Shake Me Up）」（2015/4/21）
- 「묻지 말고 해요 (Don't Ask Me, Just Do It) 」（2017/10/18）
- 「알랑가 몰라 (Allangamola) 」（2020/6/3）
- 「평생직장 (Lifetime workplace) 」（2023/3/14）

### OST
- 「솔.까.말」ゲーム「러브비트（LoveBeat）」（2011年）
- 「못가」KBSドラマ「家族を守れ」（2015年）

## 受賞歴
- MBC歌謡大祭典新人賞 （2015年）
- 第22回大韓民国芸能芸術賞新人賞 （2016年）[6]

## 番組
- 蔚山放送「全国TOP10歌謡ショー」MC 2017年4月〜